# Leonel Olímpio
Leonel Olímpio (n. 7 iulie 1982, Jaguariaíva, Paraná) este un fotbalist brazilian care evoluează pe postul de mijlocaș la clubul Varzim SC. A jucat pentru Sheriff Tiraspol în Divizia Națională din Republica Moldova.

## Palmares
Paços de Ferreira
- Taça da Liga

Finalist: 2010–11
Guimarães
- Supertaça Cândido de Oliveira

Finalist: 2011, 2013
- Taça de Portugal: 2012–13